# Chad Allen (baseball)
Chad Allen est un joueur de baseball américain né le 6 février 1975 à Dallas.

## Biographie
Chad Allen participe aux Jeux olympiques d'été de 1996 à Atlanta et remporte la médaille de bronze.